# Napoleon Murphy Brock
Napoleon Murphy Brock (1945. június 7. –) Grammy-díjas amerikai zenész, szaxofonon, fuvolán játszik és énekel. Legismertebb a Frank Zappával való együttműködéseiről, jellegzetes hangja olyan klasszikus lemezeken hallható (többek között), mint a One Size Fits All vagy a Roxy & Elsewhere.

## Zappánál: 1973-1976
Hawaiban, egy TOP 40 slágereket játszó együttes élén fedezte fel Frank Zappa, és csábította 1973 őszén a saját zenekarába, szólóénekesi és showman szerepet szánva neki. Részt vett Zappa turnézenekaraiban 1976-ig, az 1984-es turnénak is tagja lett volna de személyes ellentétek miatt pár hét után megvált a csapattól.

## Zappa után
Tagja volt George Duke zenekarának, de alkalmi vendége több Zappa-feldolgozásokat játszó zenekarnak, így a Project/Objectnek, Ed Palermo zenekarának, vagy a Muffin Mennek. 2002 óta tagja a Grandmothersnek, Zappa egykori zenésztársaiból, az „eredeti” Mothers tagjaiból álló zenekarnak.
A 2006-os turnén állandó vendége volt a Zappa Plays Zappa zenekarnak (május 24-én Magyarországon is nagy sikerrel léptek fel), az együttes az ő részvételével kapott Grammy-díjat 2009-ben a "Peaches" előadásáért.

## Diszkográfia

### Frank Zappa lemezein

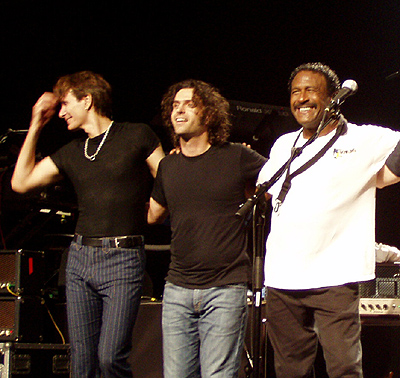
Steve Vai, Dweezil Zappa és Napoleon Murphy Brock Budapesten, a Zappa Plays Zappa 2006-os koncertjén

- Apostrophe (’) (Frank Zappa, 1974)
- Roxy & Elsewhere (Frank Zappa & The Mothers, 1974)
- One Size Fits All (Frank Zappa & The Mothers of Invention, 1975)
- Bongo Fury (Zappa / Beefheart & The Mothers, 1975)
- Zoot Allures (Zappa, 1976)
- Sleep Dirt (Frank Zappa, 1979)
- Sheik Yerbouti (Frank Zappa, 1979)
- Them or Us (Zappa, 1984)
- Thing-Fish (Zappa, 1984)
- You Can’t Do That on Stage Anymore Vol. 1 (Zappa, 1988)
- You Can’t Do That on Stage Anymore Vol. 2 (Zappa, 1988)
- You Can’t Do That on Stage Anymore Vol. 3 (Zappa, 1989)
- You Can’t Do That on Stage Anymore Vol. 4 (Zappa, 1991)
- You Can’t Do That on Stage Anymore Vol. 6 (Zappa, 1992)
- Frank Zappa Plays The Music Of Frank Zappa (Frank Zappa, 1996)
- FZ:OZ (Zappa, 2002)
- QuAUDIOPHILIAc (Zappa – kvadrofon Audio DVD, 2004)
- The Dub Room Special! (CD, Zappa Records, 2007)
- One Shot Deal (Zappa Records ZR 20006, 2008)
- Joe’s Menage (Vaulternative Records VR 20081, 2008)

### Zappa Plays Zappa
- Zappa Plays Zappa (DVD) – dupla DVD a 2006-os turnéról
- Zappa Plays Zappa (CD) – audioválogatás a fenti DVD anyagából

### Frank Zappa filmjeiben
- The Dub Room Special – 1982 – DVD-n megjelent 2005-ben.
- True Story Of 200 Motels – 1989

### George Duke lemezein
- The Aura Will Prevail 1974
- Liberated Fantasies 1976
- Don't Let Go 1978
- Follow That Rainbow 1979
- Master Of The Game 1979

### The Grandmothers
- The Grandmothers – A Grandmothers Night At The Gewandhaus 2003
- The Grandmothers – It Happened Here 2008

### Szólóban
- Napoleon Murphy Brock – Balls (2002)

### Másokkal
- Ensemble Ambrosius – Zappa Spielt für Bach (2011) – egy 2010-es koncert felvétele[2]